# Makarska kronika
Makarska kronika je hrvatski tjedni list iz Makarske.
Utemeljio ju je Anđelko Erceg 2002. godine. Izlazi od 17. prosinca 2002.
Stranice su u bojama i sadrže fotografije.
Izlazi u Makarskoj. U zaglavlju se deklarira kao "List Makarske rivijere, Zabiokovlja i otoka".
V.d. glavnog urednika je Maja Erceg. Prije nje je glavnim urednikom bio Anđelko Erceg.

## Vanjske poveznice
- Makarska kronika